# Gnidia clavata
Gnidia clavata är en tibastväxtart som beskrevs av Schinz. Gnidia clavata ingår i släktet Gnidia och familjen tibastväxter. Inga underarter finns listade i Catalogue of Life.